# 二人でお茶を (1950年の映画)
『二人でお茶を』(Tea for Two) は、1950年のアメリカ合衆国 のミュージカル映画。
デイヴィッド・バトラーが監督した。オットー・ハーバックとフランク・マンデルによる脚本、ハーバック、アーヴィング・シーザー、ヴィンセント・ユーマンス他による音楽。
1925年のミュージカル『ノー・ノー・ナネット』から、ハリー・クロークとウィリアム・ジェイコブズが着想を得て改訂を加えて脚本を執筆した。

## ストーリー
アンクル・マックス(S・Z・サコール)は姪の娘、息子が両親の古い服装を揶揄するのを嘆く。狂騒の20年代を回想し、ニューヨークのウェストチェスター郡に住むショービジネスに熱意があるナネット・カーター(ドリス・デイ)について語り始める。
ナネットはボーイフレンドでプロデューサーのラリー・ブレア(ビリー・デウルフ)のブロードウェイ作品に主演することになり、$25,000の出資を申し出る。ラリーが純情そうなベアトリス・ダーシー(パトリス・ワイモア)と二股をかけ、主役を替えようと考えていることをナネットは知らない。ナネットは裕福だがケチなアンクル・マックスに借金を依頼する。
アンクル・マックスは、24時間、ナネットが全ての問いに「ノー」と答えることができたなら$25,000を貸すという賭けをする。共演者たちがリハーサルのためナネットの家に集まると事態は複雑になる。ナネットと恋仲となったピアニストで作曲家のジミー・スミス(ゴードン・マクレイ)も被害を受ける。ナネットは賭けに勝つが、アンクル・マックスはウォール街大暴落により全ての資産を失う。ウィリアム・アーリー弁護士(ビル・グッドウィン)のみが支払い能力がある。ナネットのアシスタントであるポーリン・ヘイスティングス(イヴ・アーデン)はウィリアムを誘惑して説得し、上演を支援させる。公演『ノー・ノー・ナネット』が開幕し、大ヒットする。
現代に戻り、アンクル・マックスが話し終えると、ナネットとジミーが子供たちの待つ家に戻ってくる。

## キャスト
- ナネット・カーター：ドリス・デイ
- ジミー・スミス：ゴードン・マクレイ
- トミー・トレイナー：ジーン・ネルソン

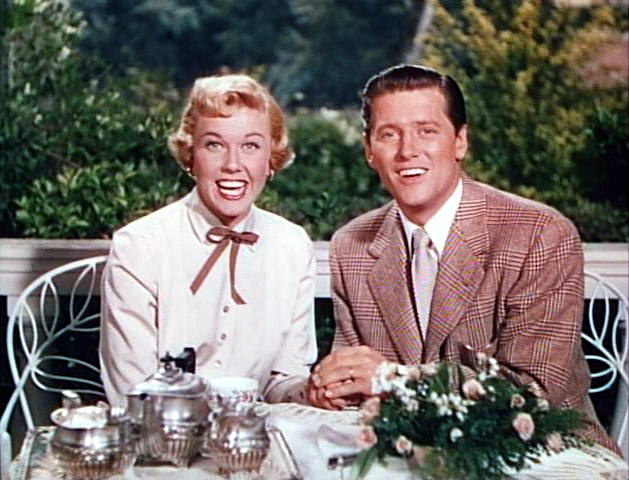
ナネット役のドリス・デイとジミー役のゴードン・マクレイ

- ポーリン・ヘイスティングス：イヴ・アーデン
- ラリー・ブレア：ビリー・デウルフ
- ウィリアム・アーリー：ビル・グッドウィン
- メイベル・ワイリー：ヴァージニア・ギブソン
- マックスウェル・ブルームハウス：S・Z・サコール
- ベアトリス・ダーシー：パトリス・ワイモア

## 楽曲
- I Know That You Know - ドリス・デイ、ジーン・ネルソン歌唱
- Crazy Rhythm - パトリス・ワイモア、ジーン・ネルソン歌唱
- I Only Have Eyes for You - ゴードン・マクレイ歌唱
- 二人でお茶を Tea for Two - ドリス・デイ、ゴードン・マクレイ歌唱
- I Want to Be Happy - ドリス・デイ、ゴードン・マクレイ歌唱
- Do Do Do - ドリス・デイ、ゴードン・マクレイ歌唱
- Oh Me! Oh My! - ドリス・デイ、ジーン・ネルソン歌唱
- チャールストン Charleston - ビリー・デウルフ ダンス
- Tea for Two (リプライズ) - ドリス・デイ、ジーン・ネルソン歌唱
- Here in My Arms - ドリス・デイ歌唱
- No, No, Nanette - ドリス・デイ、ジーン・ネルソン歌唱
- Tea for Two (フィナーレ) - ドリス・デイ、ゴードン・マクレイ歌唱

## 制作
ドリス・デイがトップで名を冠した最初の映画であり、初めてダンスを披露した映画である。
前年の『It's a Great Feeling』に引き続き、デイヴィッド・バトラー監督とデイが組んだ。その後も2人は『ブロードウェイの子守唄』、『四月のパリ』、『銀色の月明かりの下で』、『カラミティ・ジェーン』を共に制作した。
レイ・ハインドフは本作でミュージカル・シーンの演出を務め、ジーン・ネルソン、エディ・プリンツ、ルロイ・プリンツが振付を担当した。ダグラス・ベーコンがアートディレクター、リア・ローズが衣装デザインを務めた。
1955年、ゴードン・マクレイ、ジーン・ネルソンは『オクラホマ!』で共演した。

## 興行収入
ワーナー・ブラザースの記録によると、アメリカ国内で$2,322,000、国外で$1,330,000の興行収入があった。

## 受賞歴
トミー役のジーン・ネルソンがゴールデングローブ賞新人男優賞を受賞した。